# Conchapelopia pallens
Conchapelopia pallens är en tvåvingeart som först beskrevs av Daniel William Coquillett 1902.  Conchapelopia pallens ingår i släktet Conchapelopia och familjen fjädermyggor. Inga underarter finns listade i Catalogue of Life.